# Kutynit
Kutynit – macerał z grupy liptynitu.
- w węglach brunatnych powstaje z substancji okrywającej liście (kutyny), wówczas jest dość cienki i długi, a jeśli powstał z substancji okrywającej igły drzew iglastych, wtedy jest grubszy. Morfologia tasiemkowa.
- w węglach kamiennych jest wydłużony i czasem z jednej strony ząbkowany. Ze względu na jego grubość dzieli się na:
  - krassikutynit – gruby;
  - tenuikutynit – ciężki, w węglach występuje w ilości paru procent.